# Ban Pha Hee (Akha)
Ban Pha Hee of Ban Pha Hi (Thai: บ้านผาฮี้) is een bergdorpje in de tambon Pong Ngam in de provincie Chiang Rai. Het dorpje heeft een oppervlakte van 8,5 km² en telde in 2009 in totaal 481 inwoners, waarvan 256 mannen en 225 vrouwen. Ban Pha Hee telde destijds 104 huishoudens en wordt bewoond door de Akha. Het dorpje ligt tegen de grens met Myanmar.
In Ban Pha Hee bevindt zich een kleuterschool en een basisschool. De kleuterschool telt 28 leerlingen en twee docenten en de basisschool telt 111 leerlingen en drie docenten.